# 同山加布峰
同山加布峰，又作通商夹布，是南亞喜馬拉雅山脈東段一座高山，海拔7422公尺，地處中國西藏日喀則市康馬縣涅如堆鄉，以及不丹加薩宗魯納納格窩的交界，為全球第103高山峰。